# Đoàn Thế Bạt
Đoàn Thế Bạt (?-?), đỗ thủ khoa thi Tiến sĩ năm Sùng Khang thứ 12 (1576) đời vua Mạc Mậu Hợp. Tên ông có trong danh sách Thủ khoa nho học Việt Nam (ở số thứ tự 65) (cột Trại trạng nguyên, Hội nguyên) cùng năm thi với Vũ Giới đỗ Kinh trạng nguyên.

## Tiểu sử
Theo cuốn sách "Các nhà khoa bảng Việt Nam" do Nhà xuất bản Văn học xuất bản năm 1993 (Ngô Đức Thọ chủ biên) thì Đoàn Thế Bạt là người xã Phù Nội huyện Thanh Miện, nay là thôn Phù Nội, xã Hùng Sơn, huyện Ninh Giang, tỉnh Hải Dương.

## Khoa cử và văn nghiệp
Cũng theo cuốn sách này thì ông đỗ Hội nguyên năm 40 tuổi (đỗ đầu kỳ thi Hội), năm 54 tuổi đỗ đệ nhị giáp tiến sĩ xuất thân tức Hoàng giáp khoa Đinh sửu, niên hiệu Hồng Thuần Phúc thứ 16 (1577) đời Mạc Hậu Hợp. Sau ông giúp nhà Lê trung hưng làm quan đến chức Tham Chính. 